# The Road Warrior
The Road Warrior är en australisk film från 1981.

## Handling
Filmen utspelar sig i en nära framtid där nästan all olja är slut och dyrbarare än guld. Mad Max (Mel Gibson) kör omkring i den australiensiska öknen och letar efter bränsle och mat tillsammans med sin hund. Han träffar på en pilot i en Autogyro som Max övermannar efter att piloten försökt stjäla hans bil. När Max skall till att döda piloten så berättar denne om en plats där det finns massor av bränsle. Piloten tar med honom dit men väl där visar sig det vara ett fort som är tillverkat av skrot och skyddar en oljekälla.
Fortet är omringat av ett gäng, ledda av Lord Humungus, som vill ta över det.

## Om filmen
Detta är uppföljaren till filmen Mad Max. Eftersom föregångaren förbjöds från biograferna i Sverige, ändrades titeln från Mad Max 2 till The Road Warrior. Till skillnad från föregångaren, som utspelar sig före ett förödande kärnvapenkrig, är vi i uppföljaren förflyttade till tiden efter kärnvapenkatastrofen. Den f.d. polisen Max kämpar en ensam kamp för att överleva i ett ödeland där plundring tycks vara det enda sättet att överleva.
Filmen följdes av Mad Max bortom Thunderdome.

## Rollista (i urval)
- Mel Gibson - 'Mad' Max Rockatansky
- Bruce Spence - The Gyro Captain
- Michael Preston - Pappagallo
- Max Phipps - The Toadie
- Vernon Wells - Wez
- Kjell Nilsson - Lord Humungus
- Emil Minty - The Feral Kid
- Virginia Hey - The Warrior Woman